# Gortjakov
Gortjakov är en rysk adlig släkt, som leder sitt ursprung från Rurik och Vladimir den store.

## Kända medlemmar
- Peter Gortjakov
- Dmitrij Petrovitj Gortjakov
- Andrej Ivanovitj Gortjakov
- Aleksej Ivanovitj Gortjakov
- Peter Dmitrijevitj Gortjakov
- Michail Dmitrijevitj Gortjakov (1795-1861), rysk general
- Aleksander Michailovitj Gortjakov (1798-1883), rysk politiker